# Baud Communauté
Pour les articles homonymes, voir Baud.
Baud Communauté est une communauté de communes française, située dans le département du Morbihan, en région Bretagne.

## Histoire
La communauté de communes du pays de Baud a été créée le 1er janvier 1996. Par la suite, elle modifie son nom et son identité visuelle, devenant Baud Communauté en 2009.
Dans le cadre des dispositions de la loi portant nouvelle organisation territoriale de la République du 7 août 2015, qui prévoit que les établissements publics de coopération intercommunale (EPCI) à fiscalité propre doivent avoir un minimum de 15 000 habitants, cette intercommunalité a fusionné avec Saint-Jean Communauté et Locminé communauté pour former, le 1er janvier 2017, la communauté de communes dénommée Centre Morbihan Communauté (CMC).
Toutefois, les communes de l'ancienne Baud Communauté estiment être défavorisées par la nouvelle intercommunalité notamment en ce qui concerne les solidarités financières,, et obtiennent, avec l'accord du conseil communautaire de CMC  la reconstitution de Baud Communauté (étendue à La Chapelle-Neuve) par un arrêté préfectoral du 23 novembre 2021 qui a pris effet le 1er janvier 2022, par partage de Centre Morbihan Communauté,,,.
Cette séparation est la première division d'intercommunalité française à intervenir dans le cadre des dispositions de la loi du 27 décembre 2019 relative à l'engagement dans la vie locale et à la proximité de l'action publique.

## Identité visuelle

Logo de 2009 à 2016.
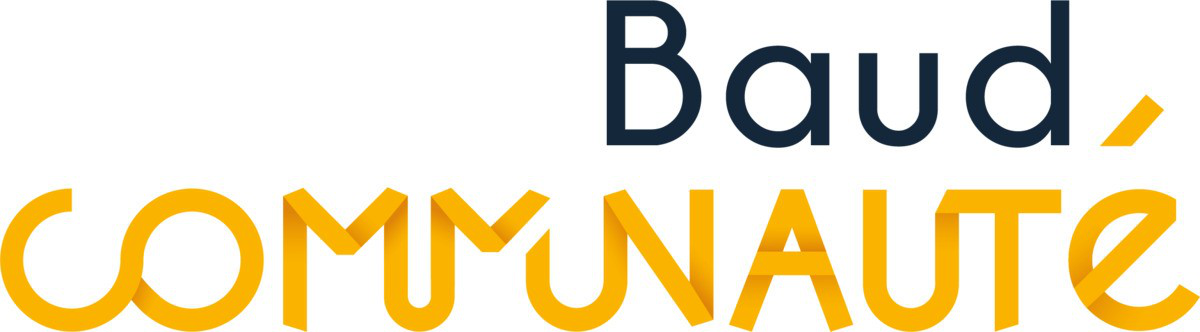
Logo actuel.

## Territoire communautaire

### Géographie
L'intercommunalité est située au centre du département, dans la vallée du Blavet, et au nord du pays d'Auray.

### Composition

#### Entre 1996 et 2016

Localisation de la communauté de communes dans le département en 2016.

La communauté de communes était constituée des 6 communes suivantes :

| Nom              | Code Insee | Gentilé       | Superficie (km2) | Population (dernière pop. légale) | Densité (hab./km2) |
| ---------------- | ---------- | ------------- | ---------------- | --------------------------------- | ------------------ |
| Baud (siège)     | 56010      | Baudais       | 48,09            | 6 246 (2022)                      | 130                |
| Bieuzy           | 56016      | Bieuzyates    | 18,98            | 771 (2016)                        | 41                 |
| Guénin           | 56074      | Guéninois     | 28,71            | 1 895 (2022)                      | 66                 |
| Melrand          | 56128      | Melrandais    | 40,39            | 1 559 (2022)                      | 39                 |
| Pluméliau        | 56173      | Plumelois     | 67,72            | 3 624 (2016)                      | 54                 |
| Saint-Barthélemy | 56207      | Bartholoméens | 21,9             | 1 182 (2022)                      | 54                 |

#### Depuis 2022
En 2024, la communauté est constituée des 6 communes suivantes, compte-tenu de la fusion de Pluméliau et de Bieuzy qui ont formé en 2019 la commune nouvelle de Pluméliau-Bieuzy, et de l'intégration de La Chapelle-Neuve, qui, avant la constitution de Centre Morbihan Communauté, faisait partie de Locminé communauté :

| Nom               | Code Insee | Gentilé          | Superficie (km2) | Population (dernière pop. légale) | Densité (hab./km2) |
| ----------------- | ---------- | ---------------- | ---------------- | --------------------------------- | ------------------ |
| Baud (siège)      | 56010      | Baudais          | 48,09            | 6 246 (2022)                      | 130                |
| La Chapelle-Neuve | 56039      | Chapelle-Neuvois | 21,87            | 1 002 (2022)                      | 46                 |
| Guénin            | 56074      | Guéninois        | 28,71            | 1 895 (2022)                      | 66                 |
| Melrand           | 56128      | Melrandais       | 40,39            | 1 559 (2022)                      | 39                 |
| Pluméliau-Bieuzy  | 56173      |                  | 86,7             | 4 535 (2022)                      | 52                 |
| Saint-Barthélemy  | 56207      | Bartholoméens    | 21,9             | 1 182 (2022)                      | 54                 |

### Démographie
| 1968   | 1975   | 1982   | 1990   | 1999   | 2009   | 2014   | 2020   |
| ------ | ------ | ------ | ------ | ------ | ------ | ------ | ------ |
| 15 333 | 14 839 | 14 000 | 13 270 | 13 138 | 15 090 | 15 881 | 16 088 |

## Organisation

### Siège
Le siège de la communauté de communes est à Baud, chemin de Kermarrec.

### Élus
La communauté de communes est administrée par son conseil communautaire, composé pour la fin de la mandature 2020-2026 de 31 conseillers municipaux représentant chacune des communes membres et répartis en fonction de leur population de la manière suivante : 
- 12 délégués pour Baud ;
- 8 délégués pour Pluméliau-Bieuzy ;
- 4 délégués pour Guénin ;
- 3 pour Melrand ;
- 2 délégués pour La Chapelle-Neuve et Saint-Barthélémy.

À la suite de la recréation de l'intercommunalité, le conseil communautaire inaugural du 23 décembre 2021 a élu sa présidente, Pascale Gillet, maire de Baud, ainsi que ses 5 vice-présidents, qui sont alors :
1. Anthony Onno, maire de Guénin, chargé de l'environnement ;
2. Benoît Quéro, maire de Pluméliau-Bieuzy, chargé des aménagements et de l’enfance-jeunesse ;
3. Charles Boulouard, maire de Melrand, chargé de la voirie, des déchets, des finances et des ressources humaines ;
4. Yolande Kervarrec. maire de Saint-Barthélémy, chargée de la culture et du tourisme ;
5. Anne Sorel, maire de La Chapelle-Neuve, chargée des pôles habitat et social.

En novembre 2023, après la démission de Benoît Quéro, Jean-Charles Théaud, maire-adjoint de Pluméliau-Bieuzy, devient vice-président chargé des Pôles Aménagement et Enfance - Jeunesse et certaines délégations des autres vice-présidents sont redistribuées,.
Le bureau exécutif, constitué du président et des cinq vice-présidents et où siègent donc les représentants de chacune des communes membres, est une instance de réflexion et d'impulsion des politiques de la communauté. Par ailleurs, prend des décisions par délégations du conseil communautaire, les délibérations du buireau.

### Liste des présidents
| Période                                                                                      | Période       | Identité          | Étiquette | Qualité |
| -------------------------------------------------------------------------------------------- | ------------- | ----------------- | --------- | --- |
| Syndicat d'expansion économique                                                              |               |                   |           | |
| avril 1991                                                                                   | 1993          | Jean Le Bec       | PS        | Instituteur puis principal adjoint de collège Maire de Pluméliau (1983 → 2008) Conseiller général de Baud (1979 → 1994) Conseiller régional |
| 1993                                                                                         | avril 1995    | Yves Le Roy       | PS        | Maire de Baud (1977 → 2001) Officier des Palmes académiques Chevalier du Mérite agricole                                                    |
| avril 1995                                                                                   | janvier 1996  | Noël Le Loir      | DVD       | Maire de Guénin (1989 → 2020) Conseiller général de Baud (1994 → 2015)                                                                      |
| Communauté de communes                                                                       |               |                   |           | |
| janvier 1996                                                                                 | 2001          | Jean Le Bec       | PS        | Maire de Pluméliau (1983 → 2008) Ancien président du syndicat de l'eau région de Baud Commandeur des Palmes académiques                     |
| 2001                                                                                         | décembre 2016 | Jean-Paul Bertho, | PS        | Ancien secrétaire général de mairie Maire de Baud (2001 → 2020)                                                                             |
| Dissolution de Baud Communauté et création de Centre Morbihan Communauté (période 2017-2021) |               |                   |           | |
| janvier 2022                                                                                 | En cours      | Pascale Gillet    | PS        | Déléguée médicale Maire de Baud (2020 → )                                                                                                   |

### Compétences
Baud Communauté exerce les compétences que lui ont transféré les communes membres, dans les conditions déterminées par le code général des collectivités territoriales. Il s'agit, en 2024, de :
- Aménagement : schéma de cohérence territoriale (SCoT), plan local d’urbanisme intercommunal (PLUi), constitution de réserves foncières ;
- Développement économique : zones d’activité, politique locale du commerce et soutien aux activités commerciales, actions en faveur de l’information, de l’aide à la création, la reprise, la promotion, des activités commerciales et artisanales, actions en faveur de la coordination de la dynamique commerciale à l’échelle du territoire et du maintien du dernier commerce de proximité, promotion du tourisme, dont la création d’offices de tourisme sans préjudice de l’animation touristique qui est une compétence partagée avec * Gestion des milieux aquatiques et prévention des inondations (GEMAPI) ;
- Aires d’accueil des gens du voyage et des terrains familiaux locatifs ;
- Collecte et traitement des déchets des ménages et assimilés
- Assainissement vollectif et non collectif des eaux usées ;
- Eau : volets production et transport d’eau potable transférés au syndicat Eau du Morbihan.
- Protection et mise en valeur de l’environnement : développement durable, maîtrise de la demande d’énergie, protection de l’environnement, prévention du risque d’inondation ainsi que de la gestion et de la protection de la ressource en eau et des milieux aquatiques (commissions locales de l’eau des SAGE-Ellé-Isole-Laïta, Scorff et Blavet et leurs programmes ainsi que l’accompagnement des collectivités ; animation des PAPI fluviaux Ellé-Isole-Laïta et Blavet, ainsi que l’accompagnement des collectivités ; définition de stratégie globales de bassin versant sur l’ensemble des thématiques des SAGE et PAPI fluviaux ; coordination et diffusion de la connaissance à l’échelle des territoires des SAGE Scorff-Ellé- Isole-Laïta) ; préservation, restauration, amélioration et protection de la qualité de l’eau, des cours d’eau et des milieux aquatiques ;
- Politique du logement et du cadre de vie :politique du logement social en faveur du logement des personnes défavorisées, guichet unique de l’habitat ;
- Voirie reconnues d'intérêt communautaire et schéma directeur des mobilités douces ;
- Équipements culturels et sportifs et équipements de l’enseignement préélémentaire et élémentaire reconnus d’intérêt communautaire (centre aquatique de Baud, école de musique et de danse de Baud) ;
- Action sociale d’intérêt communautaire : structures d’accueil de la petite enfance (à l’exclusion des maisons d’assistants maternels), relais petite enfance et un lieu d’accueil enfants parents, actions et soutien financier en faveur de la garde d’enfants aux horaires atypiques, espace autonomie senior,
- Maisons de services au public ;
- Emploi : actions en faveur de l’emploi, de l’insertion dans la vie professionnelle, la création d’entreprises et de l’information des demandeurs d’emplois ;
- Réseaux publics et services locaux de communications électroniques (infrastructures et de réseaux de communications électroniques, acquisition des droits d’usage et’achat des infrastructures ou réseaux existants, mise à disposition ou exploitation de telles infrastructures ou réseaux, fourniture des services de communications électroniques aux utilisateurs finals, après avoir constaté une insuffisance d’initiatives privées ;
- Technologies de l’information : actions pour favoriser le développement des services innovants et des usages liés aux technologies de l’information et de la communication,
- Organisation et soutien financier à des actions ou manifestations sportives de niveau départemental minimum, pour le développement de l’enseignement musical, à des actions ou évènements culturels (à destination des scolaires, ou qui permettent l’organisation de spectacles vivants, ou qui renforcent l’attractivité du territoire), à des actions ou manifestations touristiques ;
- ’Équipements touristiques : gîtes rando-plume à Pluméliau-Bieuzy ;
- Chemins de randonnées ;
- Actions, soutien financier en faveur de l’accès au droit ;
- Locaux destinés à accueillir les services de gendarmerie y compris les logements de fonction ;
- Aire de dépotage à Baud,
- Organisation de la mobilité : transports scolaires des écoles maternelles et primaires.

### Régime fiscal et budget
La communauté de communes est un établissement public de coopération intercommunale à fiscalité propre.
Afin de financer l'exercice de ses compétences, l'intercommunalité perçoit la fiscalité professionnelle unique (FPU) – qui a succédé à la taxe professionnelle unique (TPU) – et assure une péréquation de ressources entre les communes résidentielles et celles dotées de zones d'activité.
Elle ne reverse pas de dotation de solidarité communautaire (DSC) à ses communes membres.

### Effectifs
Afin de mettre en œuvre ses compétences, en 2022, l'intercommunalité emploie 103 agents, dont 67 fonctionnaires et 14 contractuels sur emplois permanents, répartis en six pôles : technique, environnement, ressources et aménagement, enfance et jeunesse, culture et tourisme et pôle social,.

## Projets et réalisations
Conformément aux dispositions légales, une communauté de communes a pour objet d'associer des « communes au sein d'un espace de solidarité, en vue de l'élaboration d'un projet commun de développement et d'aménagement de l'espace ».